# مرداویج (اصفهان)

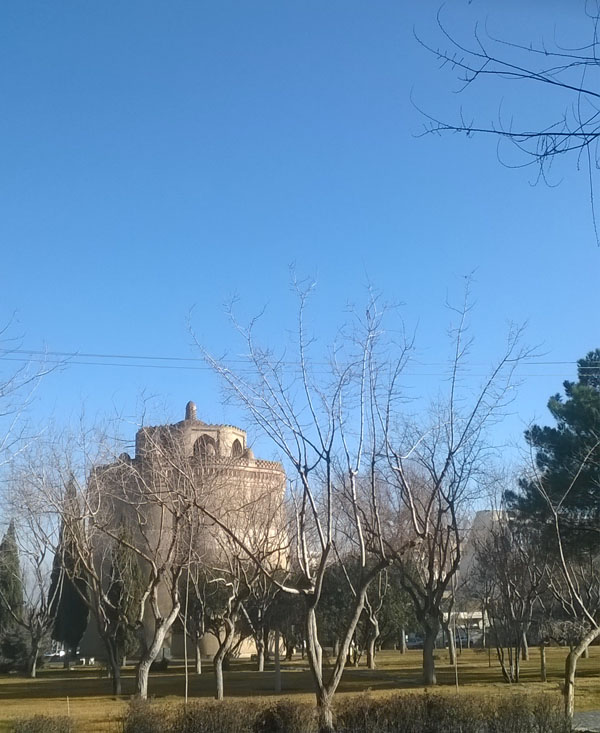
برج کبوتر مرداویج اصفهان

مرداویج محله‌ای در جنوب شهر اصفهان و جزء منطقه شش شهرداری اصفهان است. این محله حدفاصل میدان آزادی (دروازه شیراز) تا چهارراه فرایبورگ، کوی استادان و خیابان کارگر است.مردوایج به همراه سعادت آباد و چهارباغ بالا از محله های گران قیمت و مرفه نشین اصفهان است. املاک مرداویج گران قیمت ترین محله اصفهان برای سکونت و زندگی میباشد و بنای تاریخی برج کبوتر و مجموعه پرواز نیز در این محله قرار دارد.
نام این محله از مرداویج زیاری بنیانگذار سلسله آل زیار گرفته شده‌ است. این محله به سبب موقعیت مکانی آن دارای تعداد بسیاری رستوران، کافی شاپ ، کافه تریا است.

## ادارات و اماکن مهم محله مرداویج
اداره کل فنی و حرفه ای استان اصفهان
اداره کل راه و شهرسازی استان اصفهان
اداره کل آب و فاضلاب استان اصفهان
اداره کل (شعبه مرکزی) بانک صادرات استان اصفهان
دفتر مرکزی شرکت فولاد مبارکه اصفهان
اداره کل منابع طبیعی و آبخیزداری استان اصفهان
اداره کل خدمات بازرگانی استان اصفهان
دانشگاه اصفهان
مجموعه اداری و تجاری پرواز اصفهان

## خیابان‌های مردوایج
- ملاصدرا
- ملاصدرا جنوبی
- شیخ صدوق جنوبی (برج)
- جابر
- عمّار
- استقلال (جنوبی، میانی، شمالی)
- فرایبورگ
- رسالت
- فارابی (جنوبی، میانی، شمالی)
- آزادی
- شیخ کُلینی

## مدارس مرداویج
- دبیرستان دخترانه هیئات امنائی شهید منشئی
- دبیرستان پسرانه شهید بهشتی
- راهنمایی شهید خرازی
- دبیرستان دخترانه سمیّه
- دبستان پسرانه زکریا رازی
- دبستان دخترانه اُم‌البنین